# Neobatrachus wilsmorei
Neobatrachus wilsmorei és una espècie de granota que viu a Austràlia.